# Cratoptera obscurata
Cratoptera obscurata là một loài bướm đêm trong họ Geometridae.